# 학자스민

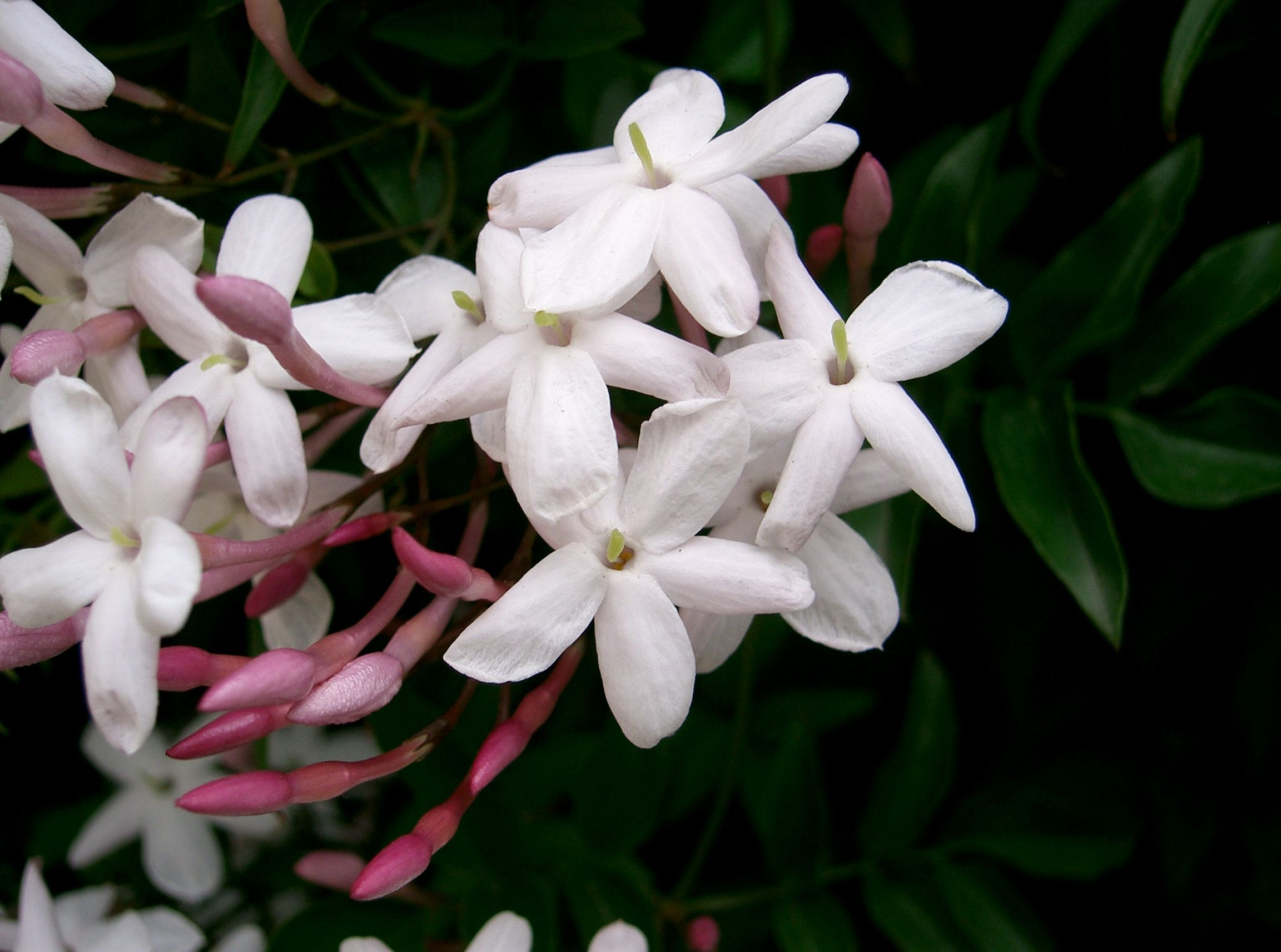
학자스민

학자스민(鶴jasmine, 학명: Jasminum polyanthum)은 중국의 상록 덩굴식물이다. 늦겨울에서 이른봄에 이르기까지 붉은 빛의 핑크색 꽃봉오리가 풍성하게 맺힌다. 현재 학자스민은 오스트레일리아와 뉴질랜드에서도 자생 중이며 해당 지역에서는 외래종으로 여겨진다.
1891년에 아드리언 르네 프랑셰(Adrien René Franchet)가 이 식물에 대하여 처음 기술하였다.

## 같이 보기
- 재스민